# El Payo
El Payo ist ein Ort und eine Gemeinde (municipio) mit 313 Einwohnern (Stand: 2024) im Süden der Provinz Salamanca in der Autonomen Region Kastilien-León im Westen Spaniens.

## Lage
Der Ort El Payo liegt in der Sierra de Gata gut 135 km (Fahrtstrecke) südwestlich der Provinzhauptstadt Salamanca in einer Höhe von ca. 935 m. Die historisch bedeutsame Stadt Ciudad Rodrigo ist nur knapp 50 km in nordöstlicher Richtung entfernt. Im Südosten des Gemeindegebiets erhebt sich der dritthöchste Berg der Region, der ca. 1490 m hohe Pico Jálama. Das Klima ist gemäßigt bis warm; Regen (ca. 880 mm/Jahr) fällt hauptsächlich im Winterhalbjahr.

## Bevölkerungsentwicklung
| Jahr      | 1857 | 1900  | 1950  | 2000 | 2017 | 2018 |
| Einwohner | 694  | 1.156 | 1.798 | 496  | 354  | 335  |

Der deutliche Bevölkerungsrückgang seit den 1950er Jahren ist im Wesentlichen auf die Mechanisierung der Landwirtschaft, die Aufgabe bäuerlicher Kleinbetriebe und den damit einhergehenden Verlust von Arbeitsplätzen zurückzuführen. Zur Gemeinde gehörte auch der seit 2010 verlassene Weiler (pedanía) Villar de Flores.

## Wirtschaft
Die fruchtbaren aber steinigen Böden der Umgebung lieferten die Grundlage für den Anbau von Weizen und anderen Feldfrüchten für die in früheren Zeiten vorwiegend als Selbstversorger lebenden Einwohner. Auch Viehzucht wurde in hohem Maße betrieben. Im Ort selbst ließen sich sukzessive Händler, Handwerker und Dienstleister aller Art nieder. Heute spielt der sommerliche Tourismus eine große wirtschaftliche Rolle.

## Geschichte
Bronze-, eisenzeitliche, römische, westgotische und selbst maurische Funde wurden bislang nicht gemacht. Die Region wurde gegen Ende des 12. Jahrhunderts von den kastilisch-leonesischen Truppen Ferdinands II. (reg. 1157–1188) und Alfons’ IX. (reg. 1188–1230) „zurückerobert“ (reconquista) und sukzessive von Christen aus dem Norden und von Flüchtlingen aus Al-Andalus wieder- oder neubesiedelt (repoblación).

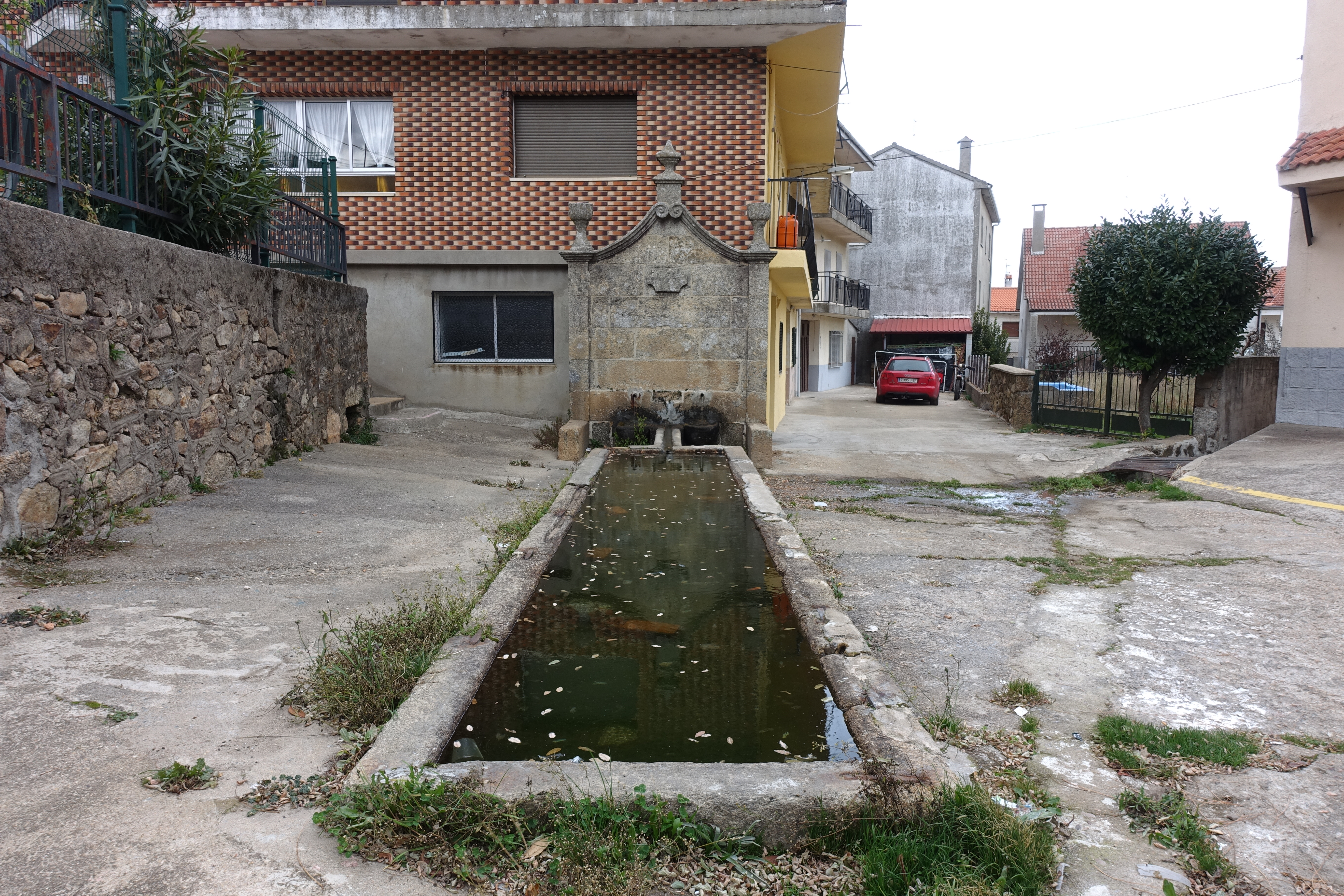
Viehtränke und/oder Waschplatz

## Sehenswürdigkeiten
- Die gedrungen wirkende Dorfkirche (Iglesia de Santiago Apóstol) stammt aus dem 16. Jahrhundert. Ihre schmucklose Westfassade wird durch einen zweigeteilten Glockengiebel (espadaña) überhöht.
- Auf dem Dorfplatz befindet sich ein Brunnen mit angeschossener Viehtränke (abrevadero) oder Waschplatz (lavadero).